# Набережная Малаке в солнечную погоду
«Набережная Малаке в солнечную погоду» (фр. Quai Malaquais après midi, soleil) — картина французского художника-импрессиониста Камиля Писсарро из собрания Государственного Эрмитажа.
На картине изображён вид Парижа ясным летним днём из «Отеля на набережной Вольтера» на набережную Малаке в сторону моста Искусств. Слева диагональ перспективы обозначает линия деревьев с ярко-зелёной листвой вдоль самой набережной, под ними лавки-ящики букинистов и толпа посетителей; сквозь листву местами проглядывает мост Каррузель. Правее на дороге множество экипажей, снующих во все стороны. По самому краю справа стены домов, на дальнем плане виден купол здания Института Франции. Справа внизу подпись художника и дата: C. Pissarro. 1903. С тыльной стороны на среднике подрамника авторская надпись: Quai Malaquais après midi (Soleil).
В ноябре 1902 года Писсарро уехал из Дьеппа, где он работал над видами города, в Париж, мотивируя это тем, что ему непременно нужно сменить обстановку и привнести больше разнообразия в свои сюжеты. Сначала художник остановился в снятой квартире на площади Дофина, где выполнил 13 полотен с видами Лувра и моста Искусств, а также статуи Генриха IV на Пон-Нёф (так называемая «Третья парижская серия Писсарро»). Затем он переехал в номер в гостинице на набережной Вольтера и стал работать над видами мостов Каррузель, Искусств и Руаяль, а также набережной Малаке; весь этот комплекс картин (всего их 14) составляет «Четвёртую парижскую серию». 30 марта 1903 года Камиль Писсарро писал своему сыну Люсьену: «Я сейчас пишу серию работ в гостинице на набережной Вольтера: Пон-Рояль и Пон де Карузель и перспективу набережной Малаке с институтом и далями слева берега Сены — великолепные по свету мотивы». Эта работа заняла около двух месяцев, 8 мая Писсарро писал: «погода настолько переменчива, что я вынужден продолжать трудиться».
Всего в четвёртой серии Писсарро создал семь довольно близких видов набережной Малаке, показывающих постепенное наступление весны. На самом первом виде деревья стоят ещё голые и сквозь их ветки прекрасно просматривается мост Каррузель и здание Лувра на противоположном берегу Сены; эта картина находится в собрании художественного музея Мацуока в Токио (холст, масло; 54 × 65 см; инвентарный № 1449). Последующие пять работ находятся в частных коллекциях и эрмитажное полотно является замыкающим во всей серии. Предыдущий по отношению к эрмитажному холст можно счесть эскизом к финальной работе, он имеет значительно меньшие размеры (15 × 24 см) и явную эскизную проработку, а листва на деревьях обозначена уже довольно плотной; в 1913 году этот эскиз принадлежал Луи Бернару из Парижа и его дальнейшая судьба неизвестна. Кроме того, картина из Эрмитажа имеет самые большие размеры по сравнению со всеми остальными (65 × 81 см, против трёх холстов размером 54 × 65 см, три других ещё меньше).
Летом 1903 года Писсарро уезжает к себе домой в Эраньи, затем вновь оказывается в Дьеппе, откуда перебирается в Гавр, но в конце октября он возвращается в Париж и вновь останавливается в гостинице на набережной Вольтера. А. Г. Костеневич считает что Писсарро завершил картину не весной 1903 года, а по возвращении в Париж осенью — по его мнению «довольно пастозная фактура картины такова, что производит впечатление созданной не в один приём. Другие холсты этой серии написаны несомненно весной. <…> В отличие от них густая, но уже желтеющая листва данного пейзажа может служить доказательством того, что действие его разворачивается осенью».
13 ноября 1903 года Писсарро скончался и таким образом «Набережная Малаке в солнечную погоду» является одной из последних работ художника.
Картина оставалась в мастерской Писсарро до самой его смерти, после чего перешла в собственность его сына Людовика-Родо, от которого перешла в собрание немецкого предпринимателя и коллекционера Отто Кребса из Веймара. После смерти Кребса весной 1941 года от рака картина хранилась в хольцдорфском поместье Кребса под Веймаром, во время Второй мировой войны коллекция Кребса была спрятана в специально-оборудованном сейфе-тайнике, построенном под одной из хозяйственных построек поместья. В 1945 году Хольцдорф был занят советскими войсками, в поместье Кребса расположилось управление Советской военной администрации в Германии. Коллекция, включая «Набережную Малаке», была обнаружена и описана на месте советскими трофейными командами, занимающимися сбором произведений искусства и вывозом их в СССР, после чего отправлена в Государственный Эрмитаж, где долгое время хранилась в запасниках и не была известна широкой публике и даже большинству исследователей; мало того, на Западе считалось, что коллекция Кребса погибла во время Второй мировой войны.
Впервые картина была показана публике лишь в 1995 году на эрмитажной выставке трофейного искусства; с 2001 года числится в постоянной экспозиции Эрмитажа и с конца 2014 года выставляется в Галерее памяти Сергея Щукина и братьев Морозовых в здании Главного Штаба (зал 411).
Главный научный сотрудник Отдела западноевропейского изобразительного искусства Государственного Эрмитажа А. Г. Костеневич в своём очерке истории искусства Франции, характеризуя картину, писал:

«„Набережная Малаке в солнечную погоду“ <…> воспринимается как завещание патриарха импрессионизма. <…> В этой картине из последнего парижского цикла интерес художника переключён с правого берега Сены на левый. Глядя из окна отеля на убегающую вдаль мостовую, Писсарро, как и прежде, очарован изменчивостью всего, что попадает в поле зрения, но мотив физических перемещений, движения экипажей в частности, здесь менее важен, хотя художник любыми средствами, прежде всего диагоналями и дугами своей композиции, направленной вибрацией мазков, способствует созданию мимолётного впечатления динамичной парижской улицы в середине дня. Главное — уравновешенность…».

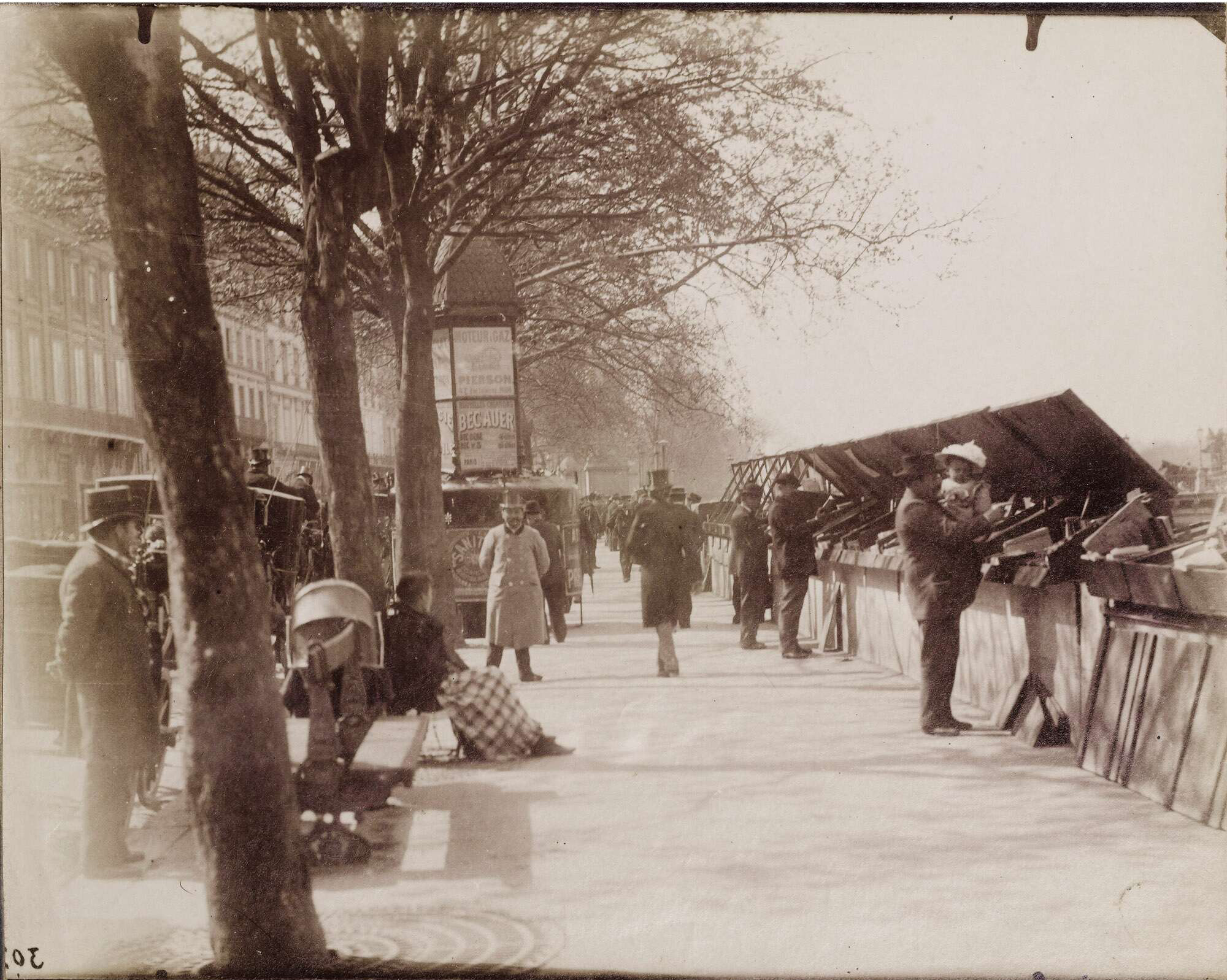
Э. Атже. Ящики букинистов на набережной Вольтера. Около 1900 года. Фотография сделана напротив отеля, из которого Писсарро написал «Набережную Малаке»
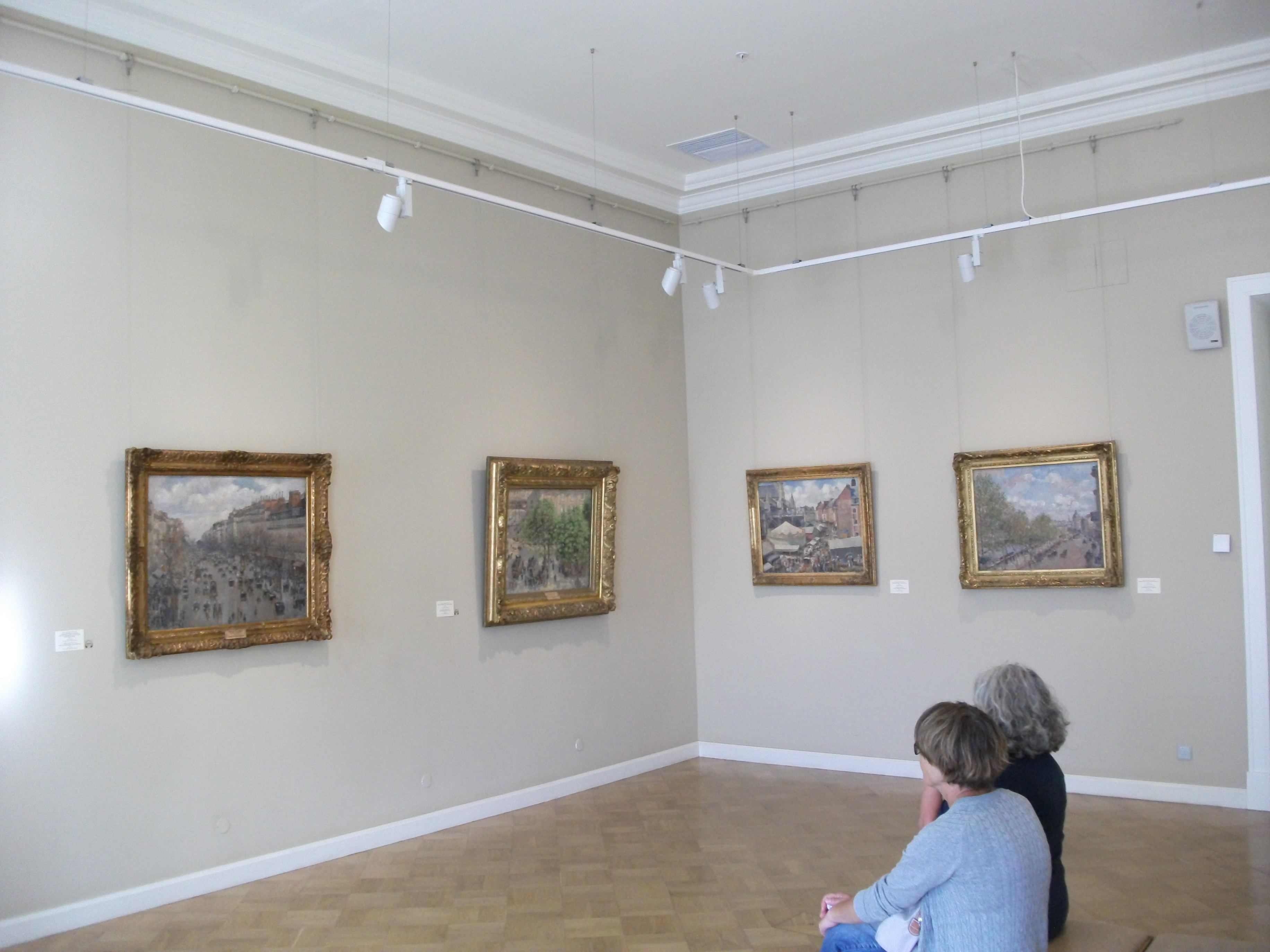
Картины Писсарро в здании Главного штаба. «Набережная Малаке» первая справа.
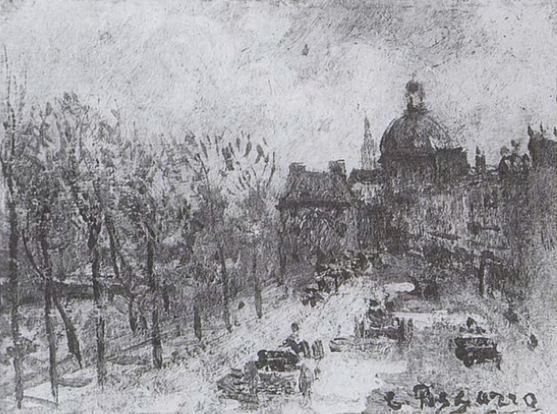
«Набережная Малаке и Институт», эскиз к эрмитажной картине. Холст, масло; 15 × 24 см. Местонахождение неизвестно.